# Srpska književnost u sto knjiga
Srpska književnost u sto knjiga je zajedničko izdanje Matice srpske i Srpske književne zadruge objavljivano u dva izdanja, od pedesetih do sedamdesetih godina 20. veka.
Tiraž prvog izdanja bio je 7.500 primeraka po knjizi, ili 750.000 primeraka ukupno, a u drugom izdanju koje je krenulo nekoliko godina kasnije knjige su se objavljivale čak u tiražu od po 10.000 primeraka, ili milion primeraka ukupno. Bila je to najtiražnija biblioteka u srpskom izdavaštvu 20. veka.
Inicijator za pokretanje biblioteke Srpska književnost u sto knjiga bio je književnik i kasniji predsednik Matice srpske Boško Petrović. On je bio direktor izdavačkog preduzeća Matice srpske u osnivanju, ali kada je kuća osnovana, Petrović je posao upravljanja prepustio Savi Josiću, a postao glavni urednik. U Uređivačkom odboru su sedela najpoznatija imena srpske književnosti i izdavaštva onog vremena (Ivo Andrić, Živojin Boškov, Vojislav Đurić, Mladen Leskovac, Dušan Matić, Veroslav Mihajlović, Boško Petrović i Živorad Stojković), a urednik biblioteke bio je Živan Milisavac.
Prvih desetak knjiga edicije, numerisanih brojevima do deset, bavi se starom srpskom književnošću, zatim su to antologije narodnih lirskih pesama, pa narodnih epskih pesama, narodnih pripovedaka, narodnih umotvorina, starije srpske poezije, potom su to knjige pod naslovom "Pesnici", pa "Pripovedači"... Srpska književnost u sto knjiga predstavlja dela i vreme od Vuka Stefanovića Karadžića do Andrića, Daviča, Ćopića, Lalića, Ćosića... Zanimljivo je da u poslednju godinu-dve izlaze i knjige posvećene određenim temama i profesijama. Tako su se u ediciji pojavili i "Novinari", "Filozofi", "Naučnici", "Eseji o umetnosti" , "Ratni drugovi", "Viđenje rata", potom i knjige "Dečja poezija srpska", "Pesnički prevodi", "Pesnici", "Pripovedači", "Esejisti i kritičari"... Poslednja, stota knjiga, nosi naslov "Esejisti i kritičari", a autor izbora i predgovora je Draško Ređep. 
Zbirka je digitalizovana i može se besplatno čitati na sajtu Narodne biblioteke.

## Spoljašnje veze
- Digitalizovana zbirka na sajtu Narodne biblioteke